# Château d'Éguilly
Le château d'Éguilly est un château-fort français initié au XIIe siècle, situé sur la commune  d'Éguilly, en Côte-d'Or (Bourgogne-Franche-Comté).

## Localisation
Le château se trouve entre le canal de Bourgogne et l'autoroute A6 d'où il est visible. Il est situé à quelques mètres seulement de l'autoroute qui l'isole complètement à l'est du village,.

## Historique
Construit sur le site d’un château de bois gallo-romain (une voie gallo-romaine traverse d’ailleurs toujours la cour du château), la place forte du XIIe siècle aux solides remparts et aux six tours est progressivement aménagée vers le XVe siècle pour servir de lieu de résidence à un archevêque. On voit encore, à une cinquantaine de mètres à l'est du château actuel, dans la prairie, l'emplacement de la fortification primitive. Ses traces sont parfaitement visibles sur les photos aériennes. Il s'agissait d'une motte circulaire fossoyée sur laquelle devait se dresser un donjon en robuste charpente, tels qu'étaient conçus les tout premiers châteaux-forts. Cette motte était précédée, à l'ouest, d'une vaste basse-cour (probablement entourée de fossés en eau) sur l'emplacement de laquelle s'élève le château actuel.
La cour de ce château de plaine possède un puits couvert de l'époque de la Renaissance et les écuries sont du XVIIe siècle.
Par le biais des mariages, la propriété changea à plusieurs reprises de propriétaires et appartint successivement à la famille d'Éguilly puis de Choiseul et Mac Mahon. En 1983, Roger Aubry, marchand d'art, et son épouse Françoise achètent le château qui était tombé à l'abandon et entreprennent sa restauration durant une trentaine d'années,. En 2015, Fabio et Françoise Magnani rachètent le monument et continuent les restaurations.
Le château, y compris les communs et les douves, la chapelle, le sol de la cour, le mur de soutènement et le puits couvert, est classé monument historique par arrêté du 7 décembre 1993.

## Architecture
Le château d'Éguilly était entouré de fossés. Ces anciennes douves autrefois en eau sont aujourd'hui partiellement comblées et à sec et se franchissent au moyen d'un pont dormant qui mène à l'entrée. Celle-ci se situe dans un avant-corps rectangulaire qui fait saillie sur la face ouest de l'enceinte et était autrefois beaucoup plus élevé afin de constituer une tour-porte, dispositif architectural très répandu dans la fortification médiévale. On pénétrait dans cette tour-porte au moyen d'une entrée charretière et d'une entrée piétonnière, chacune possédant son propre pont-levis dont on voit toujours dans la façade les rainures d'encastrement des bras de relevage (2 bras pour la grande porte charretière et un seul pour la piétonnière). Les ponts-levis à flèches de relevage ne sont apparus dans la fortification médiévale qu'à partir du XVe siècle. L'enceinte trapézoïdale, dont chaque côté est orienté sensiblement vers l'un des quatre points cardinaux, est flanquée par cinq tours : deux tours circulaires aux angles sud de l'enceinte et qui dateraient du XIIe siècle, une tour carrée appuyée à l'est et, au nord, deux tours carrées disposées en diagonale par rapport à l'enceinte. Cette implantation en biais n'est pas la meilleure pour assurer à ces tours carrées une bonne valeur défensive. Cette disposition présente en effet les inconvénients suivants : d'une part, elle laisse subsister des angles morts importants tandis que, d'autre part, les flancs des tours ne sont pas perpendiculaires aux courtines ce qui ne facilite pas les tirs de flanquement effectués par les défenseurs.
Aussi faut-il supposer que ces tours carrées sont post-médiévales et furent peut-être érigées sur l'emplacement de tours circulaires antérieures, à une époque où les préoccupations défensives étaient passées au second plan tandis qu'on cherchait surtout à améliorer le confort très relatif de l'ancienne forteresse. Et de fait, ce n'est peut-être pas un hasard si ces deux tours carrées sont précisément celles situées aux extrémités du grand logis. Leur plan quadrilatéral, bien plus habitable et facilement aménageable qu'un plan circulaire, a permis d'y créer des "pièces à vivre" qui sont des extensions du logis. On peut tenir le même raisonnement pour la troisième tour carrée située à l'est de l'enceinte : elle s'appuie à un petit bâtiment accolé à la courtine et qui servait de logis à la domesticité. Cette tour, dont il ne faut toutefois pas nier la fonction défensive, a pu également être érigée pour servir d'extension au logement des serviteurs. Quant aux tours circulaires situées au sud de l'enceinte, on peut supposer qu'elles sont demeurées telles qu'elles car elles n'étaient pas appelées à devenir des logements ; elles sont en effet accolées à des bâtiments de servitude (écuries, remises, granges, etc.). Ces deux tours circulaires ont d'ailleurs conservé les canonnières et les embrasures de tir qui percent leurs murs épais.
Les logis seigneuriaux sont constitués de deux bâtiments rectangulaires accolés qui forment un plan en L. Chacun d'eux comporte un étage sur rez-de-chaussée ainsi qu'un dernier niveau de combles éclairés par des  lucarnes à fronton triangulaire. La chapelle du XVe siècle possède une crypte. Le puits de la cour, cantonné de cinq colonnes  galbées et cannelées, est couvert d'une coupole sculptée d'un décor de tuiles en écaille,.

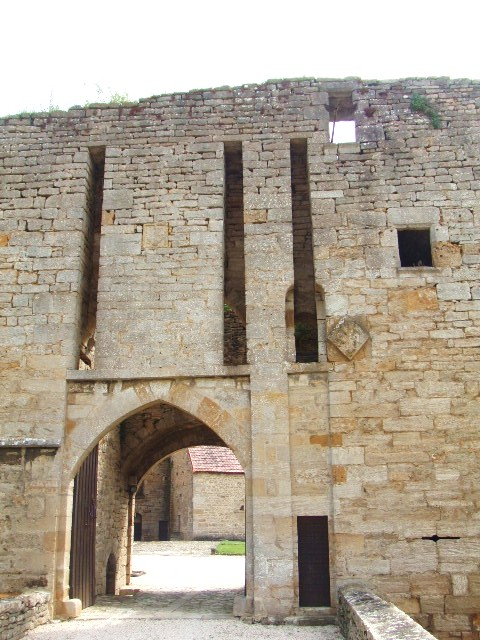
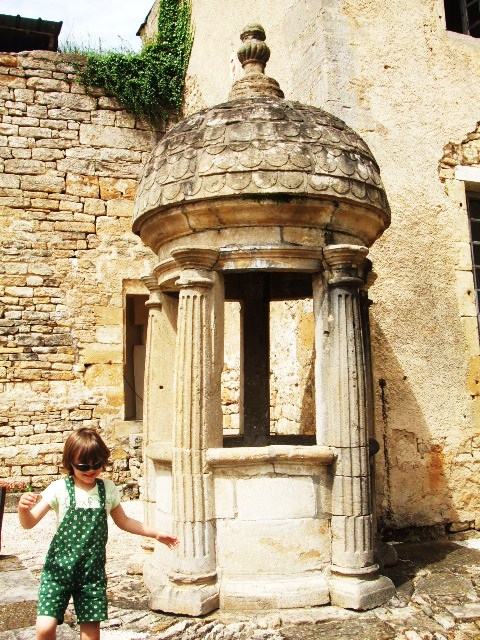
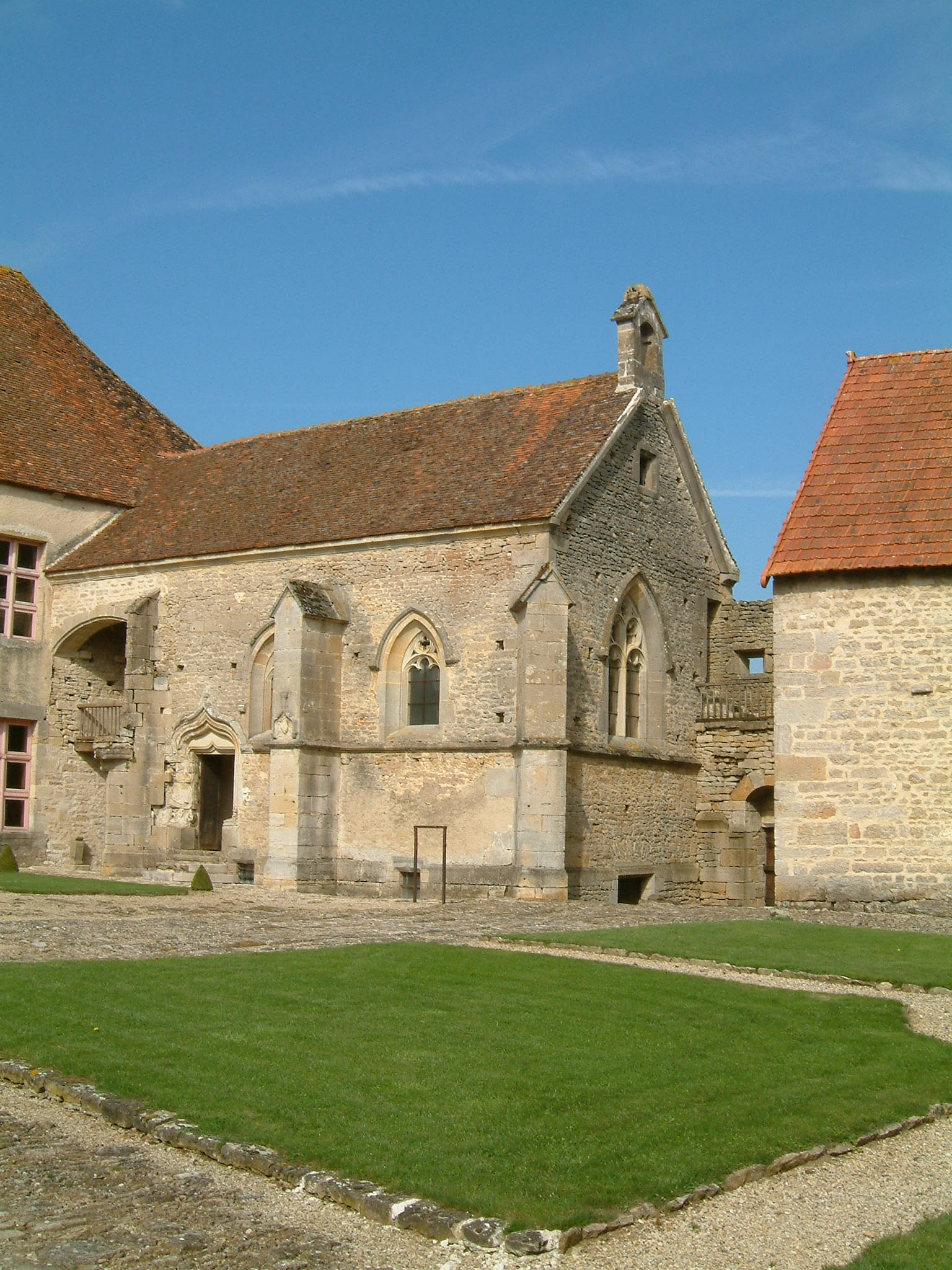

## Parc et jardins
L'ancien jardin du château a été inscrit au titre des monuments historiques également le 7 décembre 1993. Un projet de réaménagement a été réalisé par une architecte paysagiste de Versailles.

## Galerie

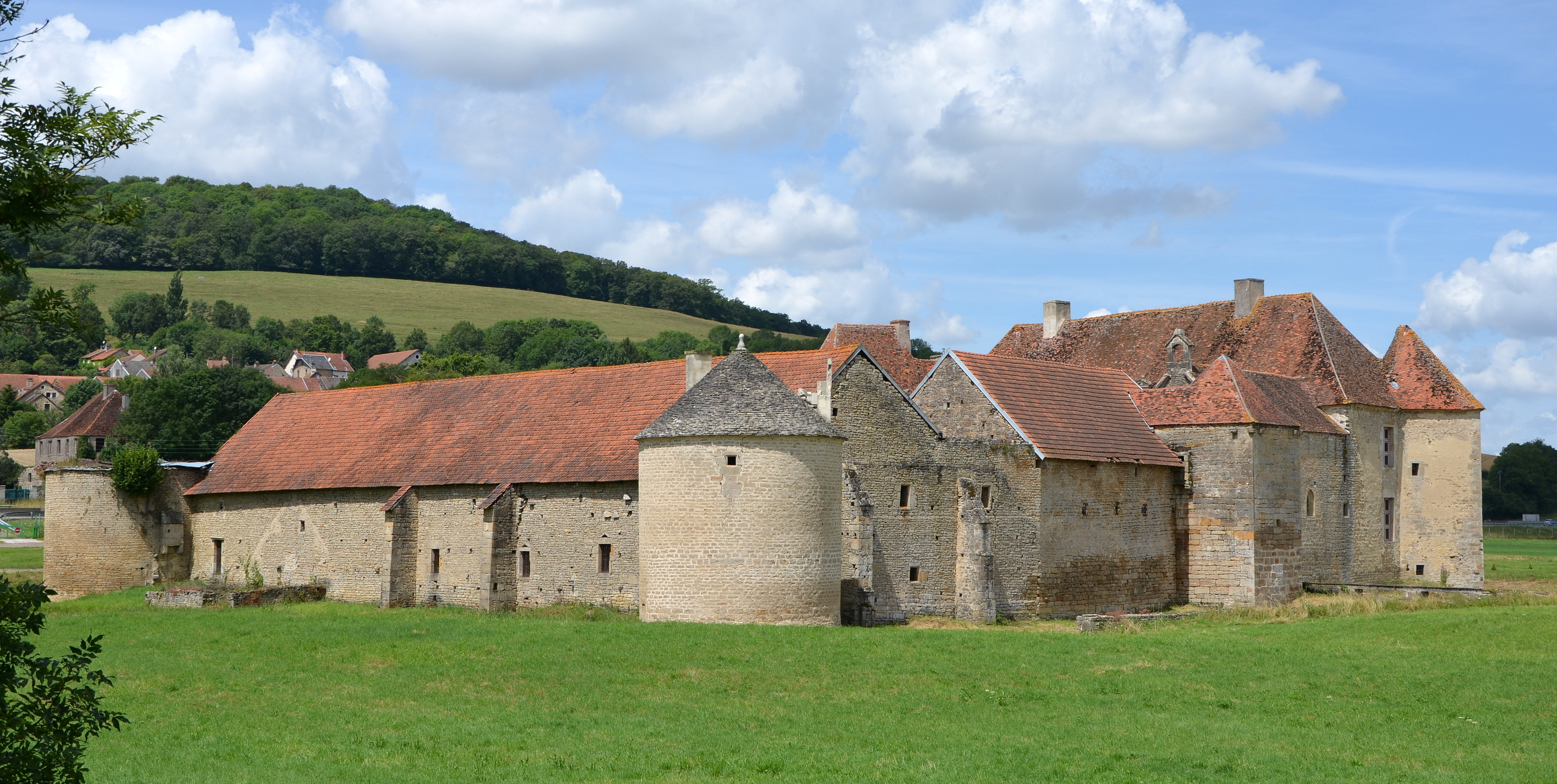
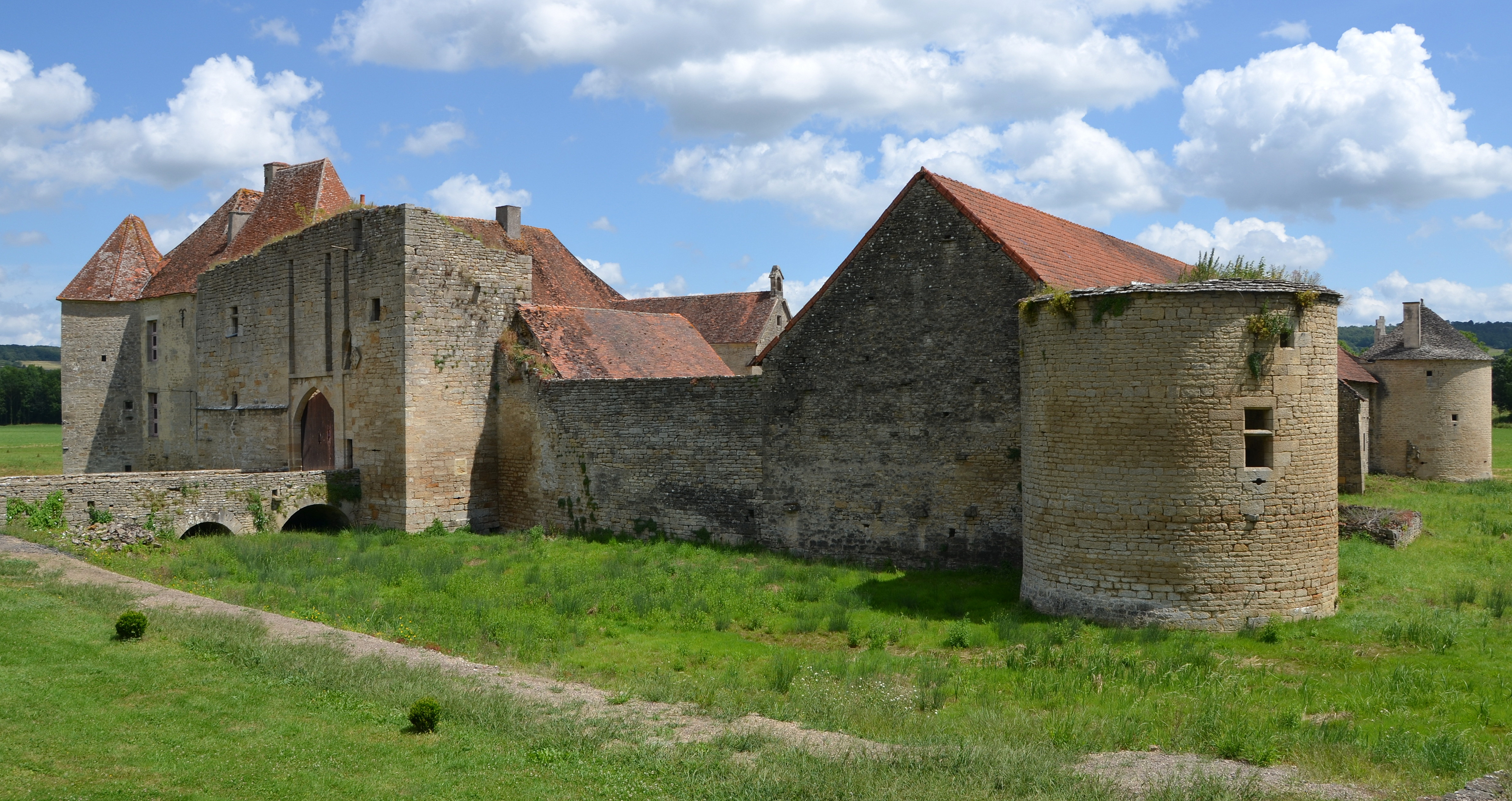
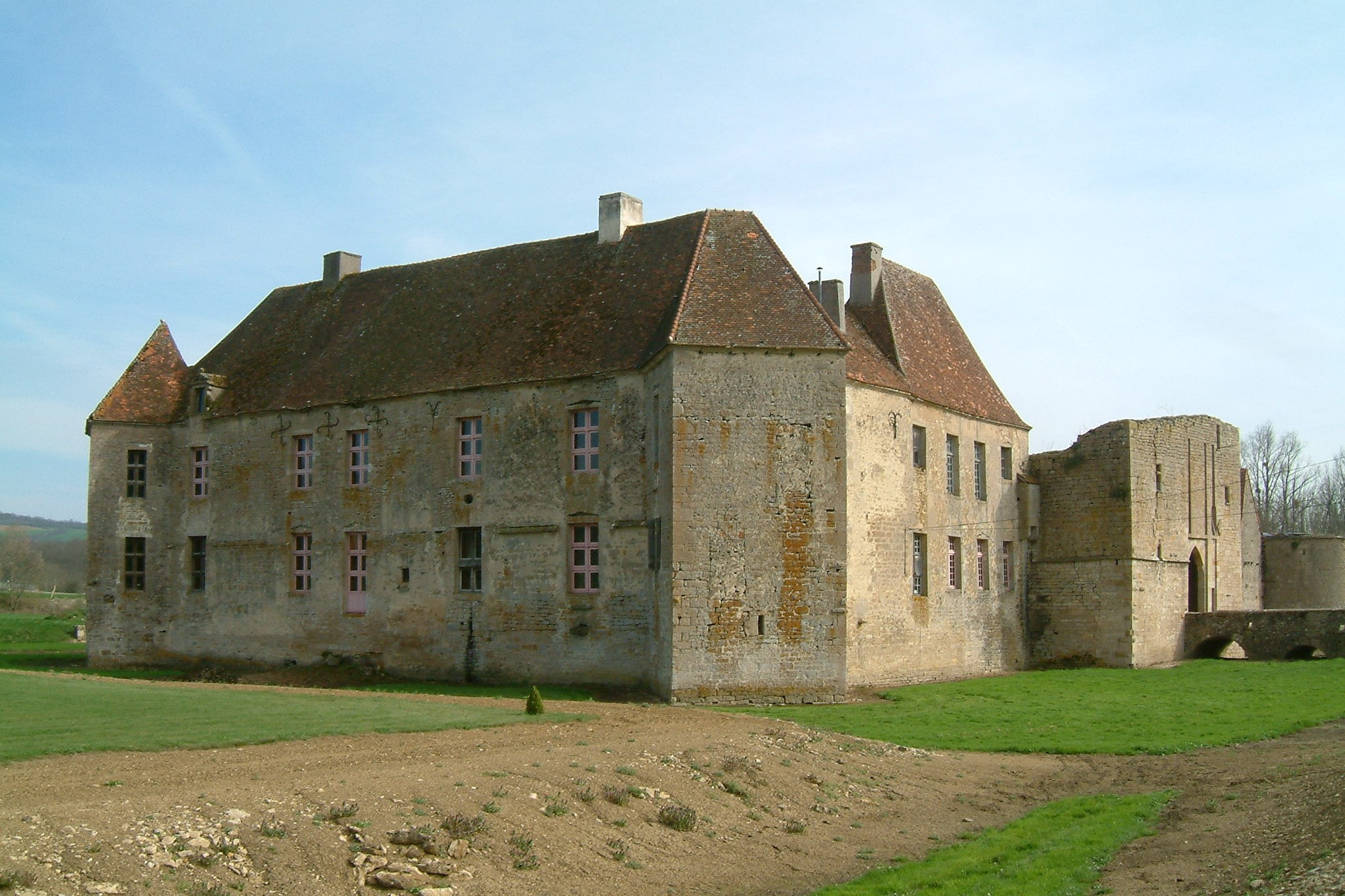
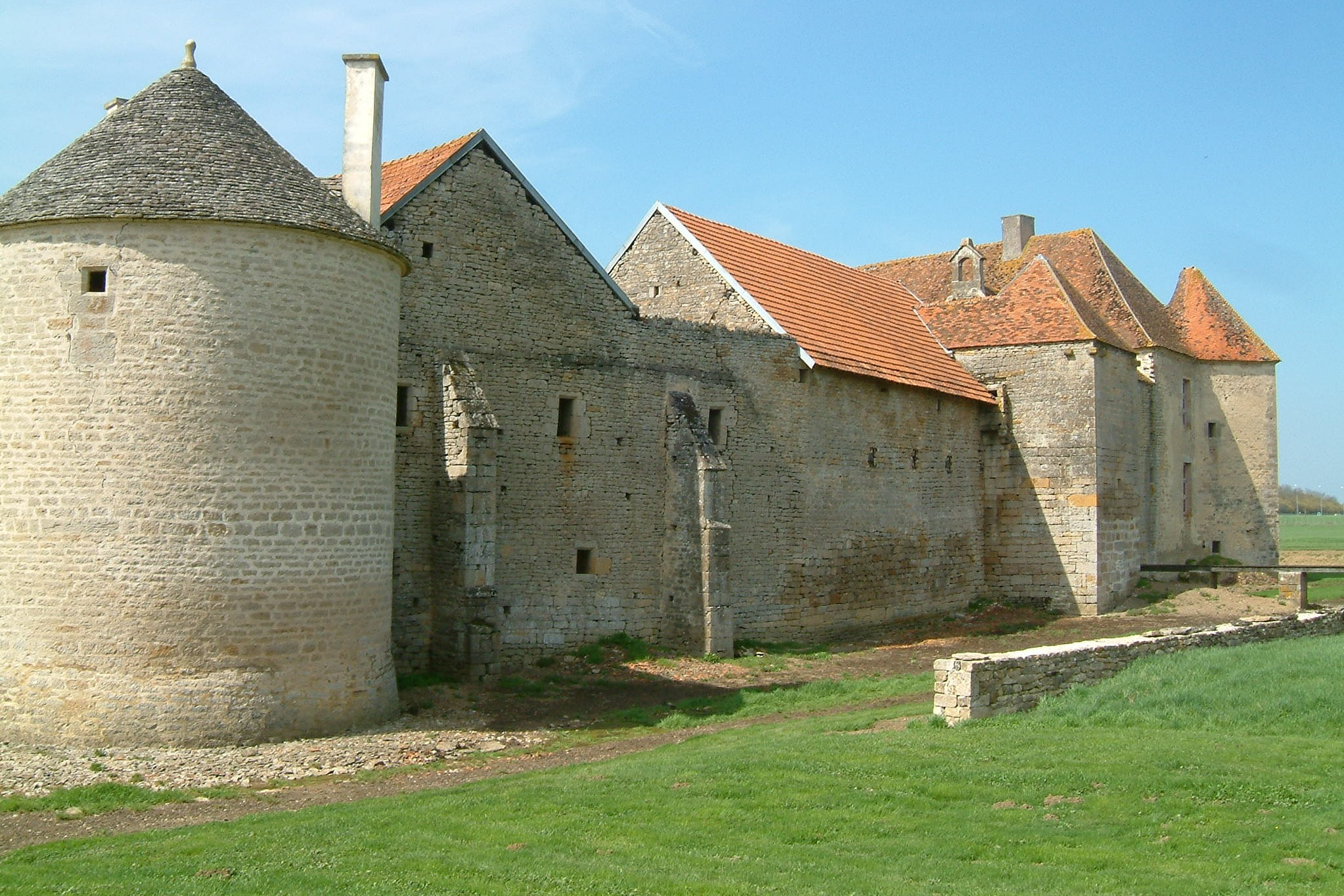